# Kobayashi Maru

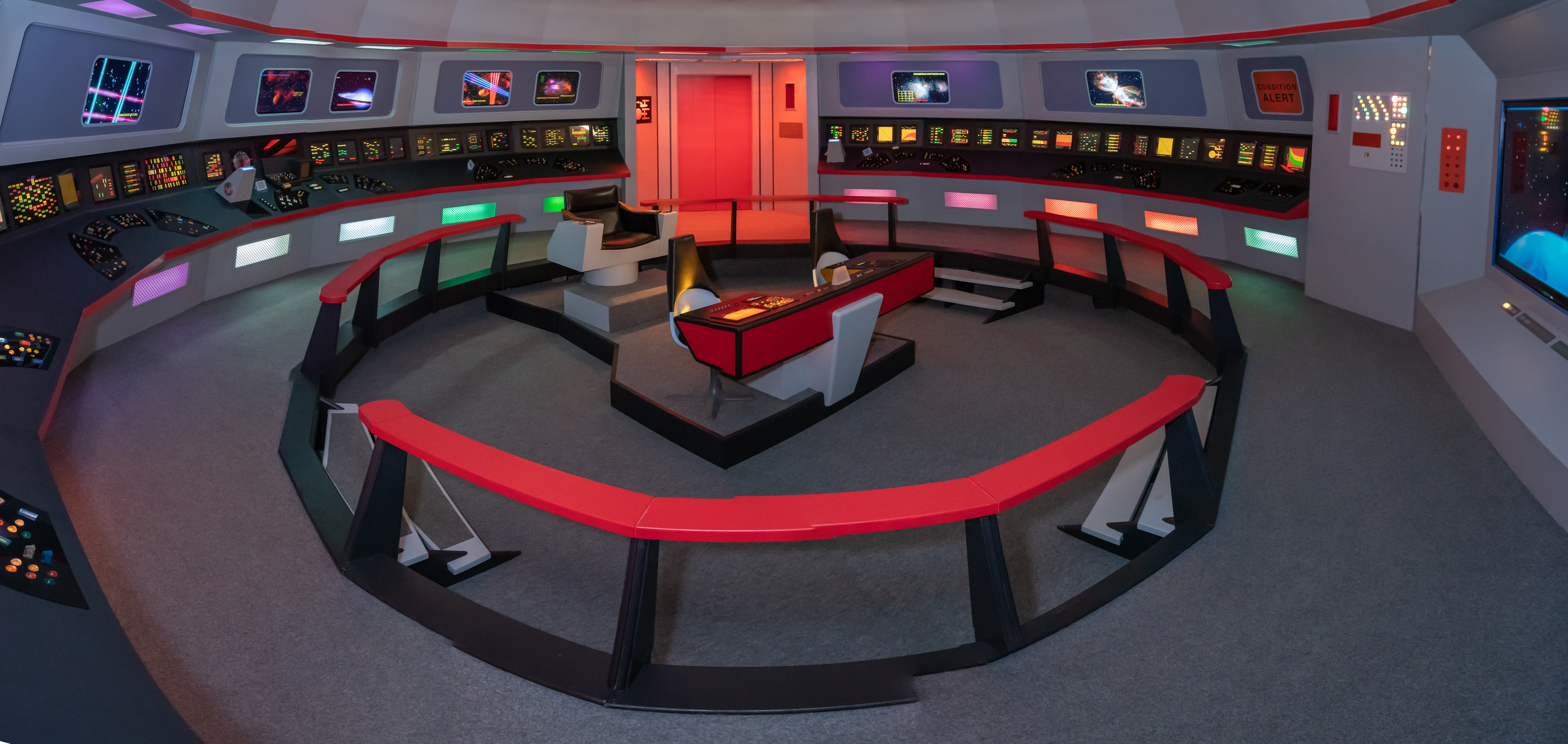
Espacio de simulación en la Academia de la Flota Estelar.

En el universo ficticio de Star Trek, el Kobayashi Maru es una prueba académica de simulación diseñada para poner a prueba el carácter de los cadetes de la Academia de la Flota Estelar al enfrentarlos a un escenario invencible. 
La prueba del Kobayashi Maru fue descrita por primera vez en la escena inicial de la película Star Trek II: La ira de Khan. También ha aparecido posteriormente en varias obras de la franquicia como en la película Star Trek de 2009 o en un episodio de la cuarta temporada de Star Trek: Discovery (2021) con ese título. Además, en Star Trek VI: aquel país desconocido el personaje de Dr. McCoy refiere esta prueba como un ejemplo de escenario de "victoria imposible" cuando él y Capitán Kirk se enfrentan. El nombre de la prueba también es frecuentemente usado por los aficionados de la saga o aquellos familiarizados con aquella para describir un escenario sin victoria o sin solución lo que implica redefinir el problema.

## Descripción
El objetivo nominal de la prueba consiste en el rescate de la nave civil averiada Kobayashi Maru en una batalla simulada contra los Klingon. La nave se encuentra varada en una zona neutral Klingon, pero la entrada de cualquier nave de la Flota supondría la violación de los tratados de paz y por tanto un acto de guerra. El equipo cadete debe decidir si rescatar a la tripulación de la nave afectada aún arriesgando su propia nave y sus vidas o abandonar al Kobayashi a su destrucción. Si la opción elegida es la de ayuda, tres naves Klingon atacarán y destruirán inevitablemente a la nave del simulador, por lo que el sentido inicial de la prueba es aleccionar a los cadetes de la posibilidad real de morir en acto de servicio. Por otra parte, si se decide no prestar ayuda, la misión se considerará un fracaso, por lo que se alecciona ante la posibilidad de escenarios imposibles.
El ejercicio de entrenamiento en Star Trek II describe el Kobayashi Maru como un transporte de Clase III y "combustible neutrónico" comandado por Kojiro Vance con 81 tripulantes y 300 pasajeros. El nombre utilizado es japonés; en ese idioma Kobayashi (小林) significa "bosque pequeño" junto al apellido común Maru (丸), un sufijo común para los nombres de los buques japoneses que significan tanto "redondo" como "de regreso".

## La prueba de James T. Kirk
La biografía de James T. Kirk indica que fue sometido a la prueba Kobayashi Maru tres veces durante su educación en la academia de la Flota Estelar. Antes de su tercer examen, Kirk reprograma el simulador para que sea posible rescatar al buque de carga, algo que finalmente es revelado en Star Trek II: La ira de Khan. Estando todos aparentemente perdidos y cerca de la muerte, Saavik la oficial vulcana, le comenta a Kirk: "Entonces nunca te enfrentaste a esa situación... nunca te enfrentaste a la muerte", a lo que Kirk responde, "Yo no creo en escenarios invencibles". A pesar de haber violado las reglas, Kirk recibe un elogio por "pensar de manera creativa".

## Posible origen
En la película de 1958 Torpedo Run se produce una situación en la que el Comandante Barney Dole interpretado por Glenn Ford, debe tomar una decisión sobre disparar una salva de torpedos al portaaviones japonés Shinaru, aunque los japoneses están usando de escudo a un transporte llamado Yoshida Maru donde viajan prisioneros incluyendo a su mujer e hijo. Siendo una situación imposible parecida por lo que se piensa que la prueba del Kobayashi Maru está directamente inspirada en esta escena.